# Schwere Körperverletzung (Deutschland)
Der Straftatbestand der schweren Körperverletzung (§ 226 StGB) ist im deutschen Strafrecht im 17. Abschnitt des besonderen Teils des Strafgesetzbuches (Straftaten gegen die körperliche Unversehrtheit) geregelt. Die Tat wird als Offizialdelikt von Amts wegen unabhängig vom Vorliegen eines Strafantrages (§ 230 StGB) verfolgt.
Es handelt sich hierbei um eine Erfolgsqualifikation – also einen um strafverschärfende Merkmale erweiterten Tatbestand – des Grundtatbestandes der Körperverletzung (§ 223 StGB). Anders als bei der gefährlichen Körperverletzung (§ 224 StGB), die auf eine besonders gefährliche Begehungsweise der Tat abstellt, erhöht der Tatbestand der schweren Körperverletzung bei bestimmten Folgen, die durch genauere Merkmale abschließend definiert sind, die Strafandrohung erheblich, weil die Tatfolgen als besonders schwer eingestuft werden. Die schwere Folge knüpft somit, ebenso wie die Körperverletzung mit Todesfolge (§ 227 StGB), nicht an die Körperverletzungshandlung, sondern den Körperverletzungserfolg an.
Für die schwere Körperverletzung droht das Gesetz im Grundsatz eine Freiheitsstrafe von einem Jahr bis zu zehn Jahren an. Damit handelt es sich gemäß § 12 Abs. 2 StGB um ein Verbrechen.

## Normierung und Schutzzweck
Der Qualifikationstatbestand der schweren Körperverletzung ist in § 226 StGB normiert und lautet seit seiner letzten Änderung am 1. April 1998 wie folgt:
1. das Sehvermögen auf einem Auge oder beiden Augen, das Gehör, das Sprechvermögen oder die Fortpflanzungsfähigkeit verliert,
2. ein wichtiges Glied des Körpers verliert oder dauernd nicht mehr gebrauchen kann oder
3. in erheblicher Weise dauernd entstellt wird oder in Siechtum, Lähmung oder geistige Krankheit oder Behinderung verfällt,

so ist die Strafe Freiheitsstrafe von einem Jahr bis zu zehn Jahren.
(2) Verursacht der Täter eine der in Absatz 1 bezeichneten Folgen absichtlich oder wissentlich, so ist die Strafe Freiheitsstrafe nicht unter drei Jahren.
Bei § 226 StGB handelt es sich um eine Qualifikation des § 223 StGB. Die Vorschrift dient ebenso wie § 223 StGB dem Schutz der körperlichen Integrität.

## Entstehungsgeschichte

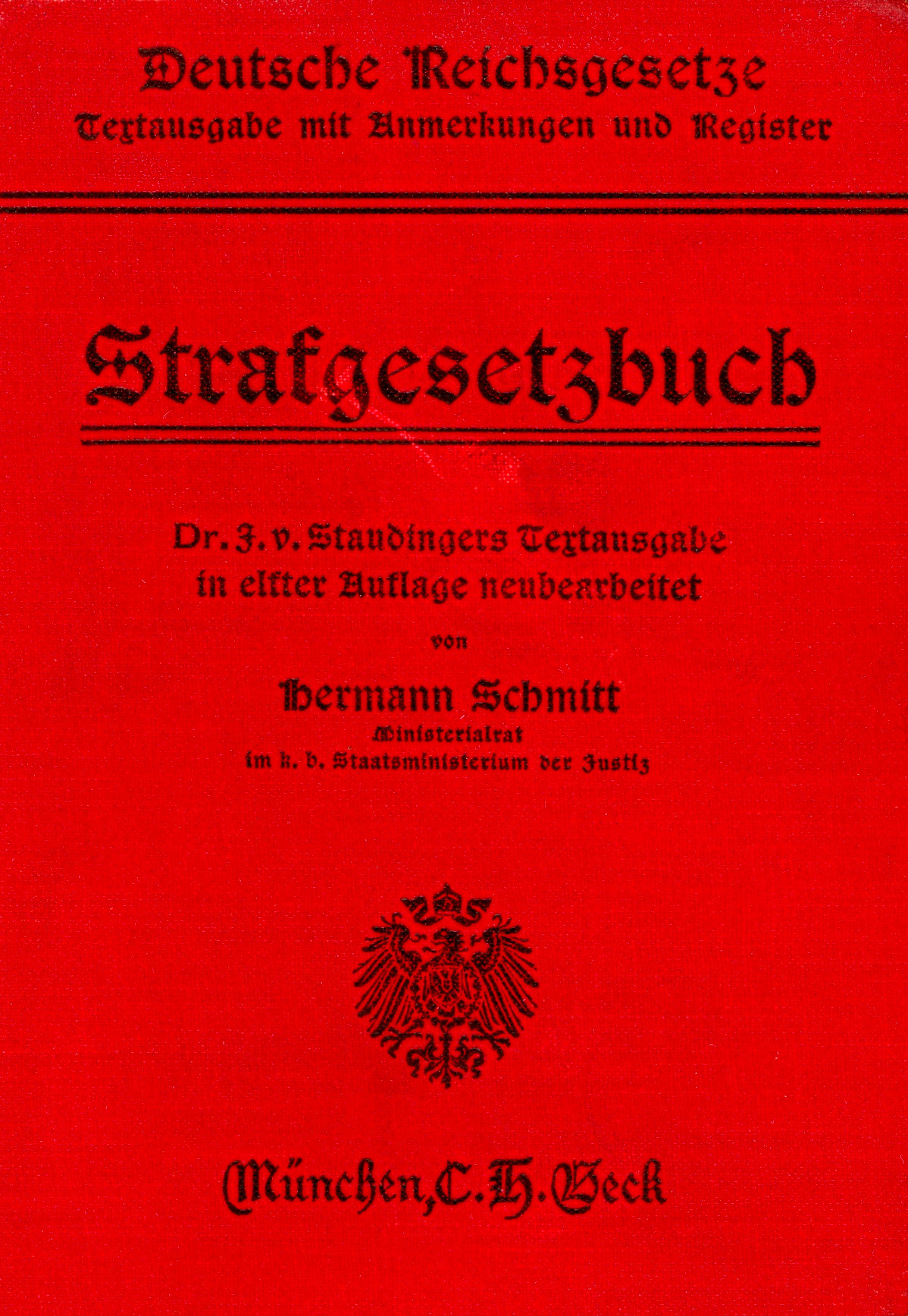
Strafgesetzbuch von 1914

Bis zum Sechsten Gesetz zur Reform des Strafrechts (6. StRG) von 1998 war die schwere Körperverletzung in § 224 StGB geregelt. Die absichtliche Herbeiführung der schweren Folge wurde von § 225 Reichsstrafgesetzbuch (RStGB) erfasst. Der Tatbestand der schweren Körperverletzung wurde jedoch bereits in früheren Gesetzen geregelt.
Die Strafvorschriften für die Körperverletzung wurden von den §§ 190 ff. des preußischen Strafgesetzbuchs von 1851 (prStGB) hergeleitet. Demnach wurde die Körperverletzung „bezüglich ihrer Folgen in [eine] leichte, erhebliche und schwere“ eingeteilt. Der Gedanke war, körperliche Schäden, die den Verletzten stark beeinträchtigen, besonders schwer zu bestrafen. Diese Regelung findet sich gleichermaßen im § 224 RStGB aus dem Jahr 1871 wieder. Die Grundlage der heutigen Fassung des § 226 Abs. 2 StGB war der § 225 RStGB (beabsichtigte schwere Körperverletzung), der erstmals 1871 mit ins Gesetz aufgenommen wurde.
Durch das 6. StRG wurden die Merkmale von § 224 RStGB und § 225 RStGB im § 226 StGB zusammengefasst. Ferner sind die Begriffe „‚Sprache‘ durch ‚Sprechvermögen‘, ‚Zeugungsfähigkeit‘ durch ‚Fortpflanzungsfähigkeit‘ und ‚Geisteskrankheit‘ durch ‚geistige Behinderung oder Krankheit‘ ersetzt worden“. Darüber hinaus wurde das Merkmal der Absicht so ausgelegt, dass in der heutigen Fassung sowohl die Absicht als auch die Wissentlichkeit ausdrücklich im § 226 Abs. 2 StGB erwähnt werden. Des Weiteren hat das Verbrechensbekämpfungsgesetz (VerbrBG) aus dem Jahr 1994 die nach Art. 19 Nr. 96 EGStGB „vorgesehene Möglichkeit der Geldstrafe“ abgeschafft.

### Entwicklung des Strafrahmens
§ 193 prStGB in der Fassung von 1856 sah für eine Körperverletzung, durch die der Verletzte „verstümmelt oder der Sprache, des Gesichts, des Gehörs oder der Zeugungsfähigkeit beraubt wurde“ versetzte, Zuchthaus von 2 bis 15 Jahren vor.
§ 224 RStGB bestrafte den, der eine Körperverletzung begeht, die den Verlust eines „wichtige[n] Glied[es] des Körpers, [des] Sehvermögen[s] auf einem oder beiden Augen, [des] Gehör[s], [der] Sprache oder [der] Zeugungsfähigkeit“ zur Folge hat oder den Verletzten „in erheblicher Weise dauernd entstellt […] oder in Siechthum, Lähmung oder Geisteskrankheit“ verfallen lässt, mit „bis zu fünf Jahren Zuchthaus oder Gefängnis nicht unter einem Jahre“. Das Zuchthaus dauerte gemäß § 14 Abs. StGB a. F. mindestens 1 Jahr, das Gefängnis   gemäß § 16 Abs. 2 StGB a. F. höchstens fünf Jahre. Der Strafrahmen war hier also bei beiden Strafarten der gleiche. Bei mildernden Umstände konnte die Gefängnisstrafe gemäß § 228 StGB a. F. bis auf einen Monate gesenkt werden.
Bei absichtliche Herbeiführung der Folgen war die Strafe „Zuchthaus von zwei bis zu zehn Jahren“. Bei absichtlicher Herbeiführung wurden erst zum 19. Februar 1970 mildernde Umstände zugelassen und die Strafe in diesem Fall auf Gefängnis von sechs Monaten bis zu fünf Jahren festgelegt.
Zum 1. April 1970 wurden die Gefängnis- und Zuchthausstrafen durch die einheitliche Freiheitsstrafe ersetzt.
Durch das Einführungsgesetz zum Strafgesetzbuch wurde zum 1. Januar 1975 in minder schweren Fällen der unbeabsichtigten Herbeiführung der Folgen die Geldstrafe zugelassen. 1994 wurde die Geldstrafe aus dem Tatbestand gestrichen und für minder schwere Fälle eine Freiheitsstrafe von drei Monaten bis zu fünf Jahren festgelegt.
1994 wurde der § 225 a. F. in  „besonders schwere Körperverletzung“ umbenannt. Nach § 225 Abs. 1 StGB (a. F.) wurde mit Freiheitsstrafe von einem Jahr bis zu zehn Jahren, in minder schweren Fällen mit sechs Monaten bis zu fünf Jahren, bestraft, wer eine schwere Folge „wenigstens leichtfertig verursacht“ hat. § 225 Abs. 2 StGB (a. F.) sah für eine absichtliche oder wissentliche Herbeiführung einer schweren Folge eine Freiheitsstrafe von zwei bis zu zehn Jahren, in minder schweren Fällen von einem Jahr bis zu fünf Jahren, vor. Das die „schwerwiegenden Unrechts- / Schuld-Formen der leichtfertigen oder bedingt vorsätzlichen Fälle“ in den § 225 StGB (a. F.) verlagert wurden, „bedeutete die Beibehaltung des Strafrahmens [des § 224 StGB (a. F.)] eine erheblich verschärfte Unrechts-Prädikatisierung für die einfach-fahrlässige“ Herbeiführung des Taterfolgs, also eine schärfere Bestrafung des gleichen Unrechtstatbestands. Kritische Einwände gegen diese Verlagerung führen an, dass es unverhältnismäßig sei, den Strafrahmen für die „leichtfertige“ und „bedingt vorsätzliche“ Erfolgsverursachung auf eine Freiheitsstrafe von zehn Jahren zu verdoppeln, wohingegen der Höchststrafrahmen für eine vorsätzliche Erfolgsverursachung unverändert der gleiche war.
1998 wurde die heutige Fassung eingeführt (vgl. oben).

### Reformvorhaben
2009 wurde „ein Gesetzesentwurf, mit dem die Verstümmelung weiblicher Genitalien als schwere Körperverletzung erfasst werden sollte“, vom Bundestag abgelehnt. Daraufhin beschloss der Bundesrat im Folgejahr, „einen Gesetzesentwurf beim Bundestag einzubringen, dessen zentrales Anliegen die Einfügung eines § 226a [StGB] (Genitalverstümmelung) ist“. Am 21. Februar 2013 beriet der Bundestag erneut über den Gesetzesentwurf. Ein dahingehendes Strafrechtsänderungsgesetz sei erforderlich, jedoch bestehe weiterhin Erörterungsbedarf. Die Gesetzesentwürfe wurden daraufhin an die Ausschüsse für Gesundheit, Menschenrechte und humanitäre Hilfe, wirtschaftliche Zusammenarbeit und Entwicklung, Familie, Senioren, Frauen und Jugend sowie den Innenausschuss und Rechtsausschuss überwiesen. § 226a Abs. 1 StGB solle lauten: „Wer die äußeren Genitalien einer Frau durch Beschneidung oder in anderer Weise verstümmelt, wird mit Freiheitsstrafe nicht unter zwei Jahren bestraft.“ Nach herrschender Meinung sei eine solche Regelung „aus strafrechtsdogmatischer Sicht […] nicht erforderlich“, da eine solche Verstümmelung ohnehin bereits vom Straftatbestand der gefährlichen Körperverletzung mittels einer Waffe oder eines anderen gefährlichen Werkzeugs nach § 224 Abs. 1 Nr. 2 StGB erfasst sei. Zudem sei ein solcher Tatbestand, der nur für weibliche Opfer gelte, wegen Verstoßes gegen den Gleichheitsgrundsatz und das Benachteiligungsverbot in Art. 3 GG verfassungswidrig, da die leichten Formen der Mädchenbeschneidung in ihrer Unrechtsschwere mit der (erlaubten) Knabenbeschneidung vergleichbar seien. Dennoch sei sie als „mittlere Lösung“ zwischen § 224 StGB und § 226 Abs. 2 StGB denkbar. Im Juli 2013 wurde ein entsprechendes Gesetz vom Bundestag verabschiedet. Das Gesetz trat am 28. September 2013 als 47. Strafrechtsänderungsgesetz in Kraft. Eine fehlerhafte Formulierung im Gesetzeswortlaut erforderte eine Berichtigung, die am 8. Januar 2014 vorgenommen wurde.

## Tatbestand

### Vorliegen einer Körperverletzung
Eine Strafbarkeit wegen schwerer Körperverletzung setzt zunächst voraus, dass der Täter den Tatbestand der Körperverletzung vorsätzlich, rechtswidrig und schuldhaft erfüllt hat. Das geschützte Rechtsgut des § 223 StGB ist die „körperliche Unversehrtheit“ einer anderen Person, deren Schutz aus dem durch die Verfassung geschützten Recht auf körperliche Unversehrtheit (Art. 2 Abs. 2 Satz 1 GG) abgeleitet wird. Wer eine andere Person körperlich misshandelt oder an der Gesundheit schädigt, macht sich nach § 223 Abs. 1 StGB strafbar. Die körperliche Misshandlung meint dabei jede „üble, unangemessene Behandlung, durch die das körperliche Wohlbefinden oder die körperliche Unversehrtheit mehr als nur unerheblich beeinträchtigt wird“. Unter einer Gesundheitsschädigung ist „jedes Hervorrufen oder Steigern eines krankhaften Zustandes“ zu verstehen.
Die schwere Körperverletzung stellt keine Qualifikation der fahrlässigen Körperverletzung (§ 229 StGB) dar. Der Täter muss die schwere Folge objektiv zurechenbar verursacht haben. Es muss somit ein Unmittelbarkeitszusammenhang zwischen der Verletzung und schweren Folge bestehen. Das bedeutet, dass der Taterfolg „aus der typischen Gefahr des Grunddeliktes hervorgehen“ muss.
Weiter muss für das Vorliegen einer schweren Körperverletzung eine der in § 226 Abs. 1 Nr. 1–3 StGB abschließend aufgeführten besonders schweren Verletzungsfolgen dauerhaft vorliegen.

### Eintritt einer schweren Verletzungsfolge

#### Verlust der Seh-, Hör-, Sprech- oder Fortpflanzungsfähigkeit (§ 226 Abs. 1 Nr. 1 StGB)

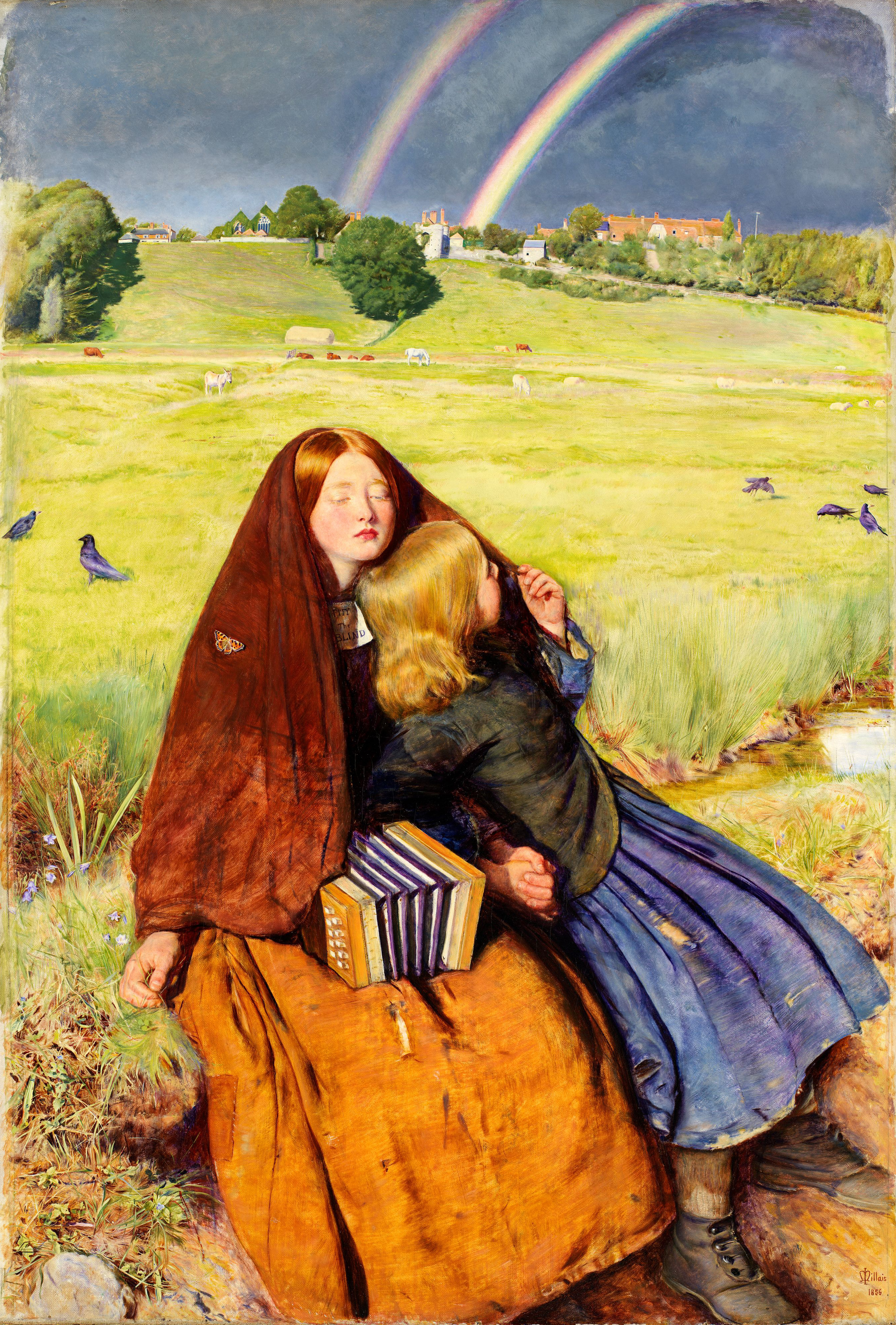
Der Verlust einer bestimmten Körperfunktion ist etwa die Blindheit

Eine schwere Körperverletzung liegt vor, wenn der Verletzte das Sehvermögen (auch auf einem Auge), das Gehör, das Sprechvermögen oder die Fortpflanzungsfähigkeit verliert.
Beim Sehvermögen, der Fähigkeit, Objekte visuell zu erkennen, ist zu differenzieren. Eine Reduktion des Sehvermögens auf 2 % ist nach herrschender Lehre mit einem Verlust gleichzustellen. Nach der Rechtsprechung erfüllt bereits eine Minderung auf 10 % oder weniger dieses Tatbestandsmerkmal. Ein solcher Verlust auf einem Auge ist ausreichend. Künstliche Hilfsmittel wie Sehhilfen werden hierbei nicht berücksichtigt, da sie den Verlust nicht permanent ausgleichen können.
Mit dem Gehör ist die Fähigkeit der auditiven Wahrnehmung zu verstehen. Im Gegensatz zum Sehvermögen ist hier nicht der Verlust der Hörfähigkeit auf einem Ohr, sondern des gesamten Hörvermögens auf beiden Ohren Voraussetzung für das Vorliegen einer schweren Körperverletzung. Dieses Merkmal ist auch dann erfüllt, wenn das Hörvermögen auf einem Ohr verloren wird, das andere Ohr jedoch bereits taub gewesen ist.
Das Sprechvermögen ist betroffen, wenn die Fähigkeit zur artikulierten Rede aufgehoben ist. Es muss keine vollständige Stimmlosigkeit eintreten; ein bloßes Stottern reicht jedoch nicht aus.
Die Fortpflanzungsfähigkeit betrifft lediglich die Zeugungs-, Empfängnis- und Gebärfähigkeit; Impotenz fällt somit nicht unter dieses Merkmal. Sie ist, entgegen dem früher als „Zeugungsfähigkeit“ definierten Merkmal, als geschlechtsneutral zu verstehen. Geschützt werden hierdurch auch Kinder, deren „Fortpflanzungsfähigkeit sich erst Jahre später entwickeln wird“, jedoch nicht etwa eine 90-jährige Person.
Unter einem Verlust ist die nahezu vollständige Aufhebung der betroffenen Fähigkeit zu verstehen. Er muss wenigstens über einen längeren Zeitraum andauern und über die Heilungsaussichten muss Ungewissheit bestehen. Kein Verlust liegt vor, wenn die verlorene Fähigkeit durch zumutbare medizinische Maßnahmen wiederhergestellt werden kann.

#### Verlust oder dauernde Unbrauchbarkeit eines wichtigen Körpergliedes (§ 226 Abs. 1 Nr. 2 StGB)

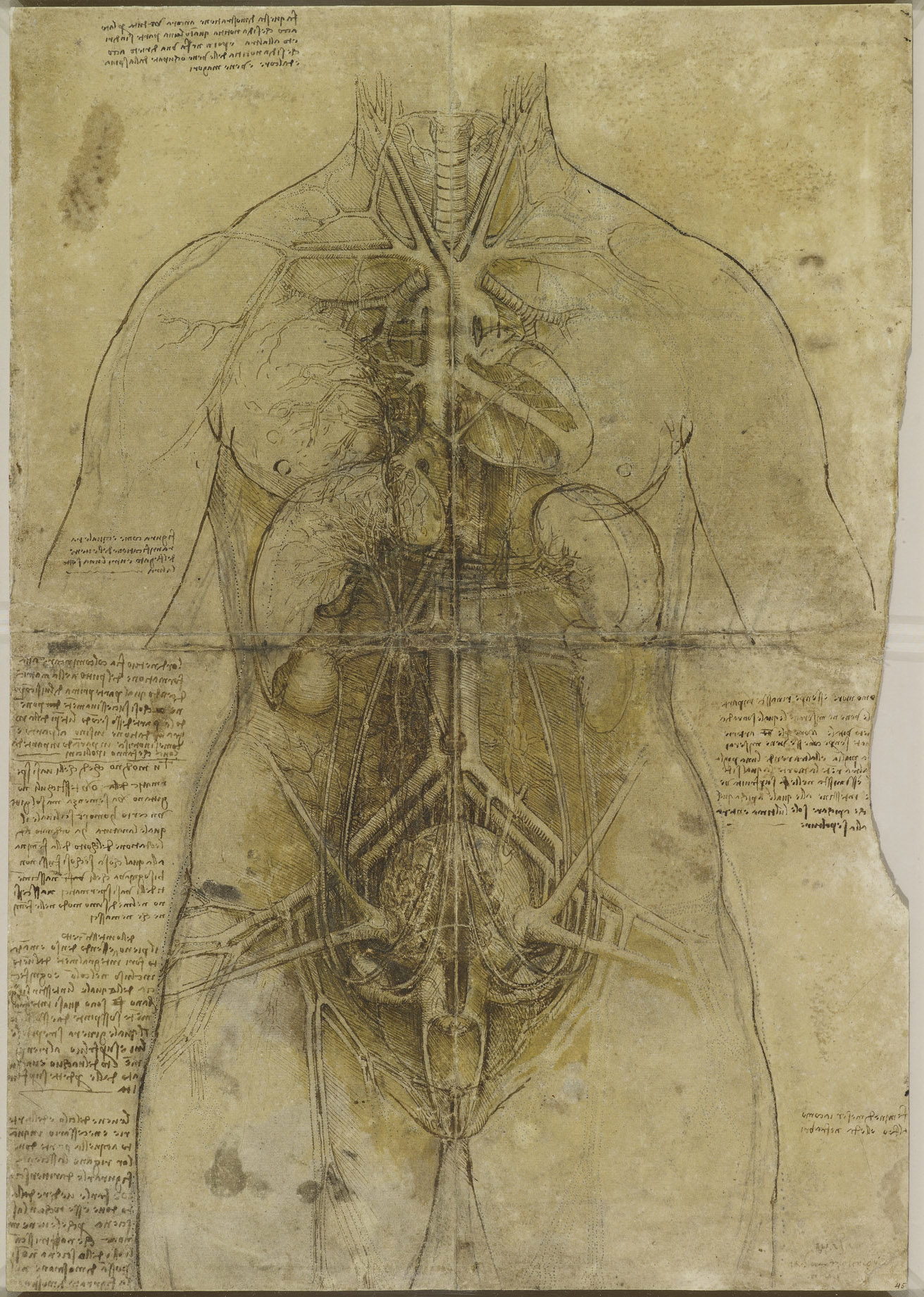
Ob innere Organe als wichtige Glieder zu verstehen sind, ist streitig

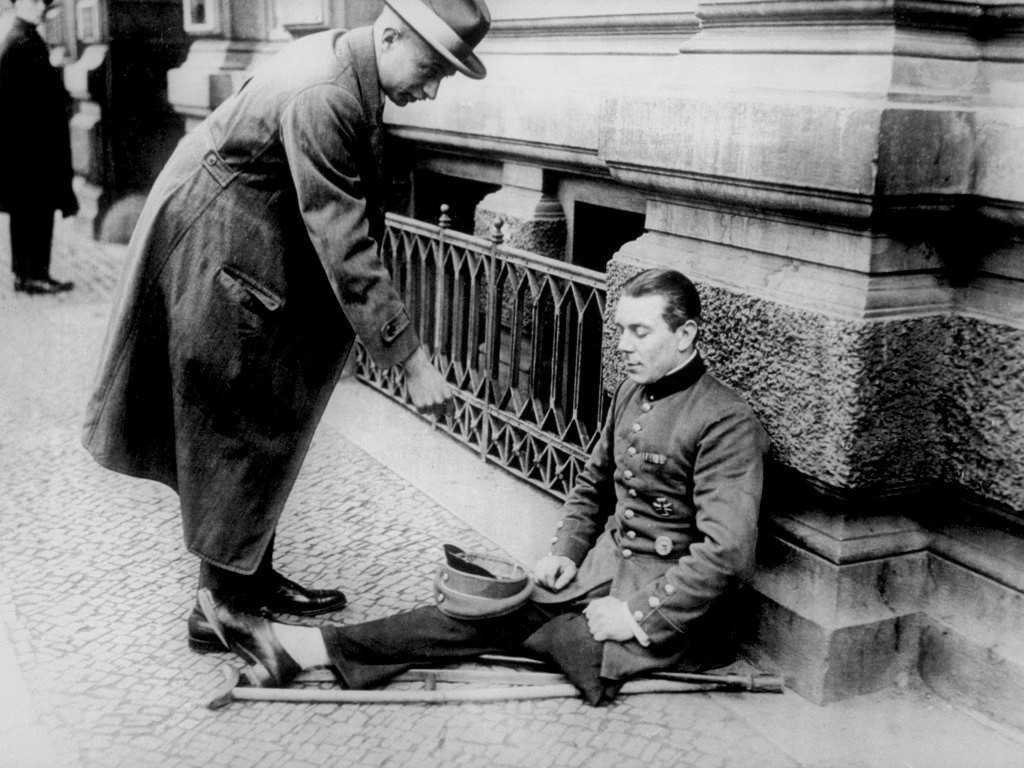
Die Abtrennung eines Körperteils stellt ohne Zweifel dessen Verlust dar

Eine schwere Körperverletzung liegt weiterhin vor, wenn der Verletzte durch die Körperverletzung „ein wichtiges Glied des Körpers verliert oder dauernd nicht mehr gebrauchen kann“ (§ 226 Abs. 1 Nr. 2 StGB).
Was unter einem wichtigen Glied zu verstehen ist, ist umstritten. Überwiegende Teile der Literatur sowie die Rechtsprechung vertreten die Ansicht, dass unter dem Begriff nur „äußerliche Körperteile, die eine in sich abgeschlossene Existenz mit besonderer Funktion im Gesamtorganismus“ haben und „mit dem Körper durch ein Gelenk verbunden“ sind, verstanden werden können. Nach einer Mindermeinung seien jedoch nicht nur äußere Körperteile, sondern ebenso innere Organe, wie beispielsweise die Niere, zu berücksichtigen. Dies wird damit begründet, dass der Verlust eines inneren Organs schlimmere gesundheitliche Folgen verursachen würde als etwa der Verlust eines Fingers. Auch wenn der Bundesgerichtshof (BGH) die Frage nicht abschließend beantwortet hat, lehnt er diese Ansicht ab, da die Bezeichnung eines inneren Organs als Glied die Grenze der zulässigen Wortauslegung überschreite.
Ein Glied ist wichtig, wenn ihm eine erhebliche Bedeutung im Hinblick auf den Gesamtorganismus zukommt. Umstritten ist jedoch, ob individuelle Verhältnisse des Verletzten berücksichtigt werden müssen. Teilweise wird insbesondere auf den Beruf des Verletzten abgestellt, wonach etwa der kleine Finger eines Pianisten ein wichtiges Glied sei. Das Reichsgericht hat angenommen, dass die Wichtigkeit eines Gliedes nicht mit Rücksicht auf den Verletzten, sondern abstrakt danach zu bestimmen sei, „welche Wichtigkeit das verlorene Glied allgemein, [also] für den Menschen überhaupt, hat.“ Einer weiteren Auffassung nach seien individuelle Körpereigenschaften (etwa die Händigkeit) und dauerhafte körperliche (Vor-)Schädigungen des Verletzten ebenfalls zu berücksichtigen. Der BGH hat sich von seiner bisherigen Rechtsprechung gelöst und sich letzterer Auffassung mit der Begründung angeschlossen, dass das vom Reichsgericht abstrakt ausgelegte Merkmal der Wichtigkeit zu eng und nicht mehr zeitgemäß sei. Das Gesetz regle den Verlust eines wichtigen Gliedes „des“ Körpers, was auf einen generalisierenden Maßstab hindeute. Dadurch werden keine Anhaltspunkte für eine Berücksichtigung des Berufes des Verletzten ersichtlich. Beispiel für ein wichtiges Körperglied ist der Zeigefinger.
Das wichtige Glied ist verloren, wenn es physisch vom Körper abgetrennt wurde. Mit Einführung des Sechsten Gesetzes zur Reform des Strafrechts (6. StRG) im Jahr 1998 wurde diese Regelung um die Alternative der dauernden Unbrauchbarkeit ergänzt. Eine dauernde Unbrauchbarkeit kann bereits dann vorliegen, wenn das Glied praktisch unbrauchbar ist. Der BGH setzt hierfür voraus, dass „im Wege einer wertenden Gesamtbetrachtung zu ermitteln [ist], ob […] so viele Funktionen ausgefallen sind, dass das Körperglied weitgehend nicht mehr gebraucht werden kann und von daher die wesentlichen faktischen Wirkungen denjenigen eines physischen Verlusts entsprechen“. Eine mögliche Ursache der Unbrauchbarkeit ist beispielsweise die dauernde Versteifung eines Kniegelenks. Ein Glied kann dauernd nicht mehr gebraucht werden, wenn dieser Zustand „für längere Zeit in gleich bleibender Weise vorhanden“ ist (siehe auch: Erläuterungen zur bleibenden schweren Verletzung).

#### Entstellung und schwere Erkrankungen (§ 226 Abs. 1 Nr. 3 StGB)

##### Dauernde erhebliche Entstellung
Auch eine dauernde erhebliche Entstellung kann die Strafbarkeit  einer schweren Körperverletzung begründen, wenn die „äußere Gesamterscheinung des Verletzten in ihrer ästhetischen Wirkung derart verändert ist, [dass] er für Dauer psychische Nachteile im Verkehr mit seiner Umwelt zu erleiden hat“. Hinsichtlich der Veränderung ist zu berücksichtigen, dass es unerheblich ist, ob der Verletzte bereits vor der Entstellung unästhetisch war. Die Erheblichkeit der Entstellung ist im Vergleich mit den anderen in § 226 Abs. 1 StGB angeführten schweren Körperverletzungsfolgen zu ermitteln. Bei der Bewertung von Narben wurden weder in einer „auffällig senkrecht vom rechten Nasenloch bis zur Oberlippe verlaufende[n], etwa 1 mm breite[n] Narbe“ noch in einer 4 mm breiten, 12 cm lange Narbe, die „vom Ohrläppchen bis zum Unterkiefer verläuft“, erhebliche Entstellungen gesehen. Beispiele, die das Merkmal der dauernden erheblichen Entstellung dahingegen erfüllen, sind etwa die „Einbuße eines Nasenflügels oder eines (halben) Ohres, ein schlaff herunterhängendes Augenlid, eine Verschiebung des Unterkiefers oder Gehbehinderung durch Verkürzung des Oberschenkels“.
Das äußere Erscheinungsbild ist auch dann  betroffen, wenn die Verunstaltung nicht ständig sichtbar ist. Mithin sind alle sozialen Situationen, etwa das Baden im Schwimmbad oder der Geschlechtsverkehr, zu berücksichtigen.
Die Entstellung ist dauernd, wenn das Aussehen endgültig oder für einen unbestimmt langen Zeitraum verändert wurde (siehe auch: Erläuterungen zur bleibenden schweren Verletzung).

##### Verfall in schwere Erkrankungen

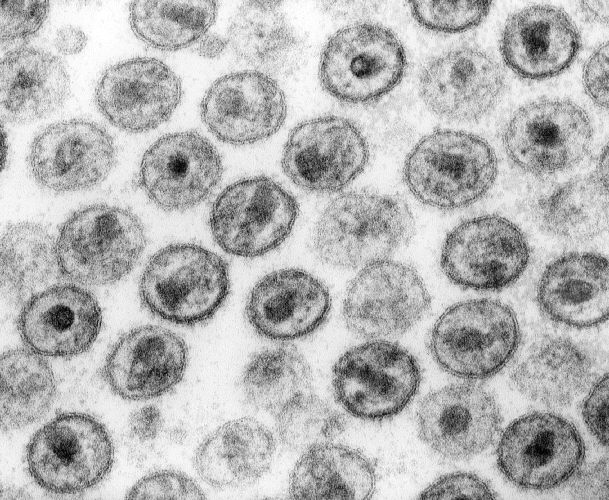
Das Infizieren mit dem HI-Virus ist ein Beispiel für den Verfall in Siechtum

Weiter kann eine schwere Körperverletzung vorliegen, wenn der Verletzte durch die Schädigung in einen schweren chronischen Krankheitszustand verfällt, der den gesamten Organismus betrifft. Die Schädigung braucht hierfür nicht unheilbar zu sein, muss jedoch für längere Zeit bestehen und die Heilung nicht vorhersehbar sein.
Dazu zählt unter anderem das Verfallen in Siechtum, also einen chronischen Krankheitszustand, der den Gesamtorganismus schädigt und zu seiner allgemeinen Hinfälligkeit führt. Darunter zu verstehen ist beispielsweise das Infizieren mit dem HI-Virus.
Da die Bewegungsunfähigkeit eines wichtigen Gliedes bereits in § 226 Abs. 1 Nr. 2 StGB  geregelt ist, wird die Lähmung dem Siechtum gleichgestellt, wenn die Bewegungseinschränkung eines Körperteils die Bewegungsfähigkeit des gesamten Körpers beeinträchtigt. Solche Lähmungen sind unter anderem die Versteifung eines Kniegelenks, eines ganzen Arms oder aber des Hüftgelenks, die einen Krückengebrauch notwendig macht. Dahingegen reicht die Versteifung des Handgelenks oder einzelner Finger nicht aus.
Der Verfall in eine geistige Krankheit orientiert sich an den Regeln der seelischen Störungen im Sinne des § 20 StGB. Letztlich wird das Verfallen in Behinderung erfasst; ob damit jedoch die körperliche oder geistige Behinderung gemeint ist, ist streitig. Diese Alternative einer schweren Erkrankung war im Regierungsentwurf noch nicht aufgeführt, sondern wird erstmals im Bericht des Rechtsausschusses erwähnt. Eine Ansicht versteht unter der Behinderung „jede erhebliche Beeinträchtigung von Körperfunktionen“. Demgegenüber wird von einigen Autoren in der Literatur durch die Konjunktion „oder“ ein Bezug zum Adjektiv „geistig“ hergestellt, wonach nur geistige Behinderungen von § 226 Abs. 1 Nr. 3 StGB erfasst würden. Unterstützt wird diese Ansicht dadurch, dass diese Verknüpfung im Gesetzeswortlaut zweimal verwendet wird („Lähmung oder geistige Krankheit oder Behinderung“). Zudem würde eine andere Auslegung diese Regelung überflüssig machen, da Fälle der körperlichen Behinderung durch Lähmung, Siechtum oder der Verlust bestimmter Körperfunktionen bereits von anderen Tatbestandsmerkmalen erfasst sind.

#### Bleibende schwere Verletzung
Der Qualifikationstatbestand der schweren Körperverletzung ist bei dauernden, also irreversiblen Verletzungsfolgen erfüllt. Das erhöhte Strafmaß der schweren Körperverletzung spricht dafür, nur solche Folgen ausreichen zu lassen, unter denen der Verletzte dauerhaft leidet. Vom Merkmal der dauernden Entstellung lässt sich ableiten, dass sie nicht mehr vorliegt, wenn die Verunstaltung dauerhaft beseitigt werden kann (zum Beispiel durch kosmetische Eingriffe). Hierbei kommt es nicht auf das Einvernehmen des Verletzten bezüglich des Eingriffs, sondern darauf an, ob ihm dieser zumutbar ist. Das Bayerische Oberste Landesgericht hat in einem Fall, in dem eine Beschränkung des Sehvermögens nur durch das „Tragen einer Kontaktlinse und einer (beidseitigen) Prismenbrille am verletzten Auge“ beseitigt werden konnte, entschieden, dass in diesem Zusammenhang eine Strafbarkeit wegen schwerer Körperverletzung nicht entfällt. Künstliche oder technische Hilfsmittel wie etwa Sehhilfen könnten die genannten schweren Folgen nur temporär ausgleichen, nicht aber dauerhaft. Im Gegensatz dazu liegt durch den Verlust von Zähnen jedoch keine dauernde Entstellung vor, „wenn sie voraussichtlich durch eine Zahnprothese beseitigt“ werden kann.

### Vorsatz im Hinblick auf die schwere Folge (§ 226 Abs. 2 StGB)
Als erfolgsqualifiziertes Delikt erfasst § 226 Abs. 1 StGB eine vorsätzliche Körperverletzung, deren beschriebene schwere Folgen gemäß § 18 StGB wenigstens fahrlässig herbeigeführt wurden. Mithin werden ebenso „Fälle der Leichtfertigkeit und des dolus eventualis“ erfasst.
§ 226 Abs. 2 StGB setzt voraus, dass der Täter im Hinblick auf die schweren Folgen absichtlich (dolus directus 1. Grades) oder wissentlich (dolus directus 2. Grades) handelt und stellt mithin eine Qualifikation des § 226 Abs. 1 StGB dar. Die objektiven Voraussetzungen bleiben somit unverändert. Eine wesentliche Abweichung vom Kausalverlauf ist unerheblich, wenn der Täter bloß wollte, dass die schwere Folge in einer anderen Art und Weise eintritt. Hatte der Täter bei seiner Tathandlung Tötungsvorsatz, liegt grundsätzlich kein Vorsatz auf eine schwere Folge nach § 226 StGB vor. Das Eintreten einer schweren Folge setzt das Überleben des Opfers voraus. Wenn der Täter von einem absichtlichen Tötungsversuch zurückgetreten ist und eine eingetretene „schwere Körperverletzung als sichere Folge seines Handelns“ vorausgesehen hat, ist § 226 Abs. 2 StGB dennoch anwendbar. Handelt er in dieser Hinsicht mit bedingtem Vorsatz (dolus eventualis), findet § 226 Abs. 2 StGB jedoch keine Anwendung. Beim § 226 Abs. 2 StGB handelt es sich mithin um ein Vorsatzdelikt, das einen Strafrahmen einer Freiheitsstrafe von drei bis 15 Jahren vorsieht.

### Rechtfertigungsgründe
Als mögliche Rechtfertigungsgründe kommen insbesondere die Notwehr (§ 32 StGB), der rechtfertigende Notstand (§ 34 StGB) sowie die Einwilligung (§ 228 StGB) in Betracht, die „vor allem beim ärztlichen Heileingriff von praktischer Bedeutung“ ist.

#### Notwehr und rechtfertigender Notstand
Eine Rechtfertigung aus Notwehr ist gegeben, wenn „zur Abwehr massiver Angriffe […] gleichermaßen massive Verteidigungshandlungen erforderlich“ sind. Dabei ist es ohne Bedeutung, ob die schwere Folge vorsätzlich oder fahrlässig herbeigeführt wurde. Mithin hängt die Rechtfertigung nicht von der Erfolgsverursachung, sondern von der Handlung ab. Demnach ist die „fahrlässige Herbeiführung der schweren Folge“ auch dann gerechtfertigt, wenn bei der „Begehung einer einfachen Körperverletzung […] die Möglichkeit des Eintritts einer schweren Folge voraussehbar“ war und „zur Verteidigung gegen einen rechtswidrigen Angriff[s] erforderlich“ gewesen ist. Eine Rechtfertigung wegen allgemeinen (rechtfertigenden) Notstands liegt unter den gleichen Voraussetzungen vor.

#### Einwilligung
Weiterhin kann eine Einwilligung, etwa in ärztliche Eingriffe, einen Rechtfertigungsgrund darstellen. In der Praxis spielt dies insbesondere bei absichtlicher Herbeiführung der schweren Folge im Sinne des § 226 Abs. 2 StGB eine erhebliche Rolle, da bei einem solchen Eingriff immer der Tatbestand der schweren Körperverletzung verwirklicht wird. Die Einwilligung ist unwirksam, wenn der Eingriff zwar vom Patienten verlangt, medizinisch jedoch nicht indiziert ist. So hat etwa der BGH die Wirksamkeit einer Einwilligung in einem Fall verneint, bei dem eine Patientin sich zahlreiche Zähne herausnehmen ließ, weil sie sich davon eine Minderung ihrer chronischen Kopfschmerzen erhoffte. Begründet wurde die Entscheidung damit, dass der Patientin die „erforderliche Urteilskraft“ gefehlt habe und der Arzt nicht in der Lage war, „das Vorstellungsbild der Zeugin […] in Übereinstimmung mit einer realistischen medizinischen Beurteilung zu bringen“. Die Patientin unterlag einem unbeachtlichen Motivirrtum, da sie den Verlust ihrer Zähne zwar erkannt hat, sich davon jedoch weitere Vorteile erhoffte. Sittenwidrig im Sinne des § 228 StGB war die Tat wegen der „objektive[n] Nutzlosigkeit“.
Ferner ist vorstellbar, dass es während einer Operation zu unerwarteten Komplikationen kommt und die Tat aus einer mutmaßlichen Einwilligung gerechtfertigt sein könnte. Bestand für den Arzt jedoch die Möglichkeit, diesen kritischen Umstand vor der Operation zu bedenken und den Patienten dahingehend aufzuklären, wodurch sich ein „entgegenstehender Wille [des Patienten] gezeigt hätte“, liegt eine fahrlässige Tat nach § 229 StGB vor.

### Entschuldigungsgründe
Als Erfolgsqualifikation erfordert der Tatbestand der schweren Körperverletzung, dass nicht bloß das Grunddelikt schuldhaft begangen, sondern die schwere Folge in gleicher Weise schuldhaft herbeigeführt worden ist. Verursacht der Täter die schwere Folge vorsätzlich, sind die allgemeinen Regeln der Schuld beim Vorsatzdelikt anzuwenden. Bei einer fahrlässigen Herbeiführung sind die besonderen Merkmale zur Bestimmung der Schuld entsprechend zu berücksichtigen, so etwa die subjektive Sorgfaltspflichtverletzung oder Unzumutbarkeit der gebotenen Handlung. Insofern hat der BGH in einem älteren Urteil einen Notwehrexzess als Entschuldigungsgrund anerkannt.

### Täterschaft und Teilnahme
Der § 226 StGB stellt an die Beteiligung (Täterschaft und Teilnahme) besondere Voraussetzungen. Diese ergeben sich aus den unterschiedlichen Strafandrohungen für Fahrlässigkeit und bedingten Vorsatz (§ 226 Abs. 1 StGB) sowie Absicht und Wissentlichkeit (§ 226 Abs. 2 StGB).

#### Mittäterschaft
Eine Mittäterschaft an § 226 Abs. 1 StGB erfordert das Vorliegen einer gemeinschaftlich begangenen Körperverletzung nach § 223 StGB, „durch die eine schwere Folge herbeigeführt worden ist“. Entsprechend dem subjektiven Tatbestand muss dem Mittäter wenigstens Fahrlässigkeit im Sinne des § 18 StGB zur Last fallen. Erfüllt von zwei Mittätern zum Beispiel einer hinsichtlich der schweren Folge Absicht und handelt der andere mit bedingtem Vorsatz, sind sie individuell den erfüllten Tatbestandsmerkmalen nach zu bestrafen. Der Grund dafür ist, dass dem Wortlaut des § 226 Abs. 2 StGB nach nur „der Täter“ hinsichtlich dieser Qualifikation mit Strafe bedroht ist, der die schwere Folge absichtlich oder wissentlich herbeiführt. Mithin wird der absichtlich handelnde Mittäter aus § 226 Abs. 2 StGB und der mit bedingtem Vorsatz handelnde aus § 226 Abs. 1 StGB bestraft.

#### Anstiftung
Demnach wird ein Anstifter oder jemand, der Beihilfe leistet, nur bestraft, wenn ihm „hinsichtlich [der schweren] Folge wenigstens Fahrlässigkeit zur Last fällt“ (§ 18 StGB). Diese Regelung ist nicht als „Anerkennung einer fahrlässigen Anstiftung“ zu verstehen, sondern stellt eine „vorsätzliche Teilnahme am vorsätzlichen Grundtatbestand“ dar, die sich durch eine „fahrlässige ‚(Neben-)Täterschaft‘“ qualifiziert. Die Strafbarkeit des Teilnehmers ist nicht von der vorsätzlichen Herbeiführung der schweren Folge durch den Haupttäter abhängig. Der Anstifter ist jedoch als mittelbarer Täter im Sinne des § 226 Abs. 1 StGB zu bestrafen, wenn er Kenntnis darüber hatte, dass der den Grundtatbestand vorsätzlich erfüllende Täter die schwere Folge fahrlässig herbeiführte.

#### Beihilfe
Beihilfe zur Verwirklichung des § 226 Abs. 2 StGB leistet, wer direkten Vorsatz (dolus directus 1. oder 2. Grades) im Hinblick auf die schwere Folge hat. Dies ergibt sich aus § 18 StGB, wonach auf den mit bedingtem Vorsatz handelnden Beteiligten § 226 Abs. 1 StGB anzuwenden ist. Daraus folgt im Umkehrschluss, dass eine Beteiligung an § 226 Abs. 2 StGB bereits gegeben ist, wenn beim Haupttäter zwar lediglich bedingter Vorsatz vorliegt, der Beteiligte jedoch mit direktem Vorsatz in Bezug auf die schwere Folge handelt.

## Versuch, Vollendung und Beendigung
Da es sich bei dem § 226 StGB um ein Verbrechen nach § 12 Abs. 1 StGB handelt, ist der Versuch strafbar. Bereits bei vorsätzlicher Ausführung des Grunddeliktes (§ 223 StGB) kann es sich um ein unmittelbares Ansetzen zur Tatbestandsverwirklichung handeln. Weiterhin kann eine versuchte Erfolgsqualifizierung vorliegen, wenn „sich der Vorsatz des Täters auf eine schwere Folge erstreckt, deren Eintritt [jedoch] ausbleibt“. Beim § 226 Abs. 1 StGB kommt ein Versuch bereits dann in Betracht, wenn der Täter mit bedingtem Vorsatz handelt. Eine Versuchsstrafbarkeit nach § 226 Abs. 2 StGB erfordert weiterhin Absicht oder Wissentlichkeit (siehe auch: Erläuterungen zum subjektiven Tatbestand). Mithin entspricht ein auf die schwere Folge gerichteter bedingter Vorsatz dem Versuch des § 226 Abs. 1 StGB.
Der Tatbestand der schweren Körperverletzung stellt eine Erfolgsqualifikation dar. Demnach kann sich der Angreifer wegen eines erfolgsqualifizierten Versuchs strafbar machen. Ein solcher erfolgsqualifizierter Versuch des § 226 StGB ist deshalb möglich, weil bereits „der Versuch des Grunddelikts die besondere Folge fahrlässig“ verursachen kann. Dieser Umstand ist gegeben, wenn der Täter die vorsätzliche Körperverletzung versucht, also nicht vollendet, dadurch jedoch bereits die schwere Folge herbeiführt. Sie muss nicht vom Vorsatz des Angreifers erfasst sein. Dies liegt etwa vor, wenn der Angegriffene einem Angriff des Täters ausweicht, dabei jedoch unglücklich stürzt und dadurch in Lähmung verfällt.
Die Tat ist sowohl voll- als auch beendet, wenn die schwere Folge eingetreten ist.

## Prozessuales und Strafzumessung
Mit Beendigung der Tat beginnt nach § 78a StGB die Verjährung. Wird die schwere Folge fahrlässig oder mit bedingtem Vorsatz herbeigeführt (§ 226 Abs. 1 StGB), verjährt die Tat nach § 78 Abs. 3 Nr. 3 StGB innerhalb von zehn Jahren. Taten nach § 226 Abs. 2 StGB, also solche, bei denen die schwere Folge absichtlich oder wissentlich herbeigeführt wurde, verjähren innerhalb von 20 Jahren (§ 78 Abs. 3 Nr. 2 StGB in Verbindung mit § 38 Abs. 2 StGB). Eine eventuelle Strafmilderung im Sinne des § 226 Abs. 3 StGB ist dabei unerheblich. Verurteilungen nach § 226 Abs. 2 StGB sind „in der Urteilsformel als ‚wissentliche‘ oder ‚absichtliche schwere Körperverletzung‘ zu bezeichnen“ (§ 260 Abs. 4 StPO).
In minder schweren Fällen des § 226 Abs. 1 StGB wird auf eine Freiheitsstrafe von sechs Monaten bis zu fünf Jahren (§ 226 Abs. 3 Alt. 2 StGB), in solchen des § 226 Abs. 2 StGB auf eine Freiheitsstrafe von einem bis zu zehn Jahren erkannt (§ 226 Abs. 3 Alt. 2 StGB). Der Verbrechenscharakter der schweren Körperverletzung bleibt von der Strafmilderung unberührt (§ 12 Abs. 1 StGB). Ein minder schwerer Fall kann dann vorliegen, wenn „die Verletzung auf Verlangen des Opfers oder mit dessen Einwilligung erfolgt“ oder wenn der Täter die in § 213 StGB (minder schwerer Fall des Totschlags) genannten Voraussetzungen erfüllt, also wenn der Täter „von dem [verletzten] Menschen zum Zorn gereizt und hierdurch auf der Stelle zur Tat hingerissen“ war. Das ist dann zu bejahen, wenn ein geringfügiger „Exzeß im Rahmen einer einverständlichen tätlichen Auseinandersetzung“ zur schweren Folge geführt hat. Darunter fällt insbesondere eine Provokation durch den Verletzten, die den Täter daraufhin zur Tat hingerissen hat. Bloße Fahrlässigkeit reicht jedoch nicht für eine Strafmilderung im Sinne des § 226 Abs. 3 StGB aus. Im Falle einer verminderten Schuldfähigkeit muss sich das Gericht „zwischen den Milderungen nach § 226 Abs. 3 [StGB] und“ § 21 StGB in Verbindung mit § 49 StGB entscheiden. Verwirklicht der Täter § 226 Abs. 1 StGB, mildert sich die Strafe im Sinne des § 226 Abs. 3 StGB auf „Freiheitsstrafe von sechs Monaten bis zu fünf Jahren“; bei Verwirklichung des § 226 Abs. 2 StGB auf „Freiheitsstrafe von einem Jahr bis zu zehn Jahren“.

## Gesetzeskonkurrenzen
Verursacht eine Tathandlung mehrere schwere Folgen, liegen keine gleichartigen Idealkonkurrenzen vor. Mithin werden solche Fälle als nur eine Tatbestandsverwirklichung behandelt (§ 52 Abs. 1 StGB). Im Wesentlichen wird dabei die straferschwerende Regelung berücksichtigt. Weiterhin erscheint vorzugswürdig, die absichtliche oder wissentliche Herbeiführung der schweren Folge (§ 226 Abs. 2 StGB) mit einer fahrlässigen oder eventualvorsätzlichen Herbeiführung (§ 226 Abs. 1 StGB) dieser in Tateinheit zu stellen. Dadurch kann im Schuldspruch Idealkonkurrenz angenommen und das Vorliegen beider Absätze klargestellt werden. Bleibt es bei der einen schweren Folge lediglich beim Versuch und wird die andere fahrlässig herbeigeführt, stehen der Versuch, unabhängig davon, von welchem Absatz, und die fahrlässige Vollendung in Tateinheit.
§ 226 StGB verdrängt als Qualifikation das Grunddelikt § 223 StGB wegen Spezialität. Eine versuchte schwere Körperverletzung steht jedoch in Tateinheit mit einer vollendeten nach § 223 StGB. Ferner verdrängt der § 226 StGB die gefährliche Körperverletzung nach § 224 StGB, da diese „individualisierte Gefährdungsqualifikationen“ zum Inhalt hat, wohingegen sich die schwere Körperverletzung durch Verletzungsqualifikationen auszeichnet.
Zwar besteht mit dem Schwangerschaftsabbruch nach § 218 Abs. 2 StGB Idealkonkurrenz, durch das Vorliegen der schweren Gesundheitsschädigung (§ 218 Abs. 2 Nr. 2 StGB) wird dieser jedoch durch die schwere Folge im Sinne des § 226 StGB verdrängt.
Überdies liegt, entgegen der früheren Rechtsprechung, mit § 225 Abs. 3 StGB (Misshandlung von Schutzbefohlenen) nicht Gesetzes-, sondern Tateinheit vor. Grund dafür ist das Klarstellungsinteresse, das bloß im Rahmen einer tateinheitlichen Behandlung der „Verletzung der besonderen Sorgepflicht“ gewahrt werden kann. Die schwere Folge wird dementsprechend über den Tatbestand des § 226 StGB hergeleitet.

## Polizeiliche Kriminalstatistik
Die jährlich vom Bundeskriminalamt herausgegebene polizeiliche Kriminalstatistik (PKS) fasst alle gefährlichen und schweren Körperverletzungsdelikte in einer Statistik zusammen, die im Vorjahr polizeilich registriert wurden. Die Aufklärungsquote dieser Delikte liegt durchgehend über 80 %. Dabei ist zu beachten, dass der polizeiliche Tatvorwurf nicht identisch mit der juristischen Wertung sein muss. 1987–1990 sind in der Statistik lediglich die alten Bundesländer erfasst worden, in den Jahren 1991 und 1992 wurde auch Berlin berücksichtigt. Seit 1993 fließen die neuen Bundesländer, mithin das gesamte Bundesgebiet, mit in die Statistik ein.
Seit Ende der 1980er Jahre hat sich die Häufigkeit bis 2007 fast verdoppelt. Seither sinken die Zahlen wieder. Von 2015 auf 2016 gab es jedoch eine deutliche Verschlechterung. Vom Höhepunkt 2007 bis 2021 sank die Häufigkeit um 22 % von 188 auf 147 Fälle pro 100.000 Einwohner. Der zeitliche Verlauf ähnelt dem anderer Kriminalitätsbereiche sowohl in Deutschland, als auch in vielen anderen Ländern der Erde. Allerdings wurde bei gefährlicher und schwerer Körperverletzung der Höhepunkt nicht wie sonst oft Anfang der 1990er Jahre erreicht, sondern erst 2007.
2021 wurde in 720 Fällen dabei mit einer Schusswaffe gedroht, in 215 Fällen auch geschossen. Gegenüber 2.619 Fälle im Jahr 1996 – dem Höhepunkt des Schusswaffeneinsatzes – sind solche Fälle demnach um mehr als zwei Drittel zurückgegangen.
Im Juni 2018 sprach sich die Innenministerkonferenz dafür aus, das Phänomen Messerangriff bundeseinheitlich statistisch zu erfassen. Für das Berichtsjahr 2021 liegen dazu erstmals valide Daten vor. Im Bereich gefährlich und schweren Körperverletzung lag der Anteil bei 5,8 % (7.071 Fälle).
|      | erfasste Fälle | erfasste Fälle        | erfasste Fälle  | mit Schusswaffe | mit Schusswaffe |                  |
| Jahr | insgesamt      | pro 100.000 Einwohner | Versuche        | geschossen      | gedroht         | Aufklärungsquote |
| ---- | -------------- | --------------------- | --------------- | --------------- | --------------- | ---------------- |
| 1987 | 63.711         | 104,2                 | 4.074 (6,4 %)   | 265             | 1.535           | 84,1 %           |
| 1988 | 62.889         | 102,4                 | 4.298 (6,8 %)   | 247             | 1.480           | 84,1 %           |
| 1989 | 64.840         | 104,6                 | 4.249 (6,6 %)   | 228             | 1.327           | 83,5 %           |
| 1990 | 67.095         | 107,0                 | 4.174 (6,2 %)   | 227             | 1.368           | 82,6 %           |
| 1991 | 73.296         | 112,7                 | 4.298 (5,9 %)   | 294             | 1.398           | 80,6 %           |
| 1992 | 77.160         | 117,3                 | 4.800 (6,2 %)   | 382             | 1.797           | 80,7 %           |
| 1993 | 87.784         | 108,4                 | 5.061 (5,8 %)   | 439             | 2.378           | 80,1 %           |
| 1994 | 88.037         | 108,2                 | 5.340 (6,1 %)   | 493             | 2.280           | 81,3 %           |
| 1995 | 95.759         | 117,4                 | 6.023 (6,3 %)   | 536             | 2.478           | 81,7 %           |
| 1996 | 101.333        | 123,9                 | 6.594 (6,5 %)   | 553             | 2.619           | 83,2 %           |
| 1997 | 106.222        | 129,5                 | 6.922 (6,5 %)   | 522             | 2.508           | 82,5 %           |
| 1998 | 110.277        | 134,4                 | 7.690 (7,0 %)   | 535             | 2.289           | 83,6 %           |
| 1999 | 114.516        | 139,6                 | 8.322 (7,3 %)   | 592             | 2.300           | 83,9 %           |
| 2000 | 116.912        | 142,3                 | 8.866 (7,6 %)   | 580             | 2.159           | 83,9 %           |
| 2001 | 120.345        | 146,3                 | 9.042 (7,5 %)   | 473             | 1.715           | 83,8 %           |
| 2002 | 126.932        | 154,0                 | 9.596 (7,6 %)   | 492             | 1.707           | 84,6 %           |
| 2003 | 132.615        | 160,7                 | 10.141 (7,6 %)  | 441             | 1.844           | 84,1 %           |
| 2004 | 139.748        | 169,3                 | 10.790 (7,7 %)  | 389             | 1.546           | 84,2 %           |
| 2005 | 147.122        | 178,3                 | 12.151 (8,3 %)  | 418             | 1.492           | 83,5 %           |
| 2006 | 150.874        | 183,0                 | 12.953 (8,6 %)  | 352             | 1.357           | 83,2 %           |
| 2007 | 154.849        | 188,1                 | 13.589 (8,8 %)  | 350             | 1.337           | 82,5 %           |
| 2008 | 151.208        | 183,9                 | 15.347 (10,1 %) | 279             | 1.084           | 82,3 %           |
| 2009 | 149.301        | 182,1                 | 15.730 (10,5 %) | 214             | 1.098           | 82,2 %           |
| 2010 | 142.903        | 174,7                 | 15.799 (11,1 %) | 202             | 931             | 82,3 %           |
| 2011 | 139.091        | 170,1                 | 16.085 (11,6 %) | 153             | 947             | 82,3 %           |
| 2012 | 136.077        | 166,3                 | 16.524 (12,1 %) | 169             | 769             | 81,4 %           |
| 2013 | 127.869        | 158,8                 | 16.115 (12,6 %) | 156             | 766             | 82,1 %           |
| 2014 | 125.752        | 155,7                 | 17.106 (13,6 %) | 128             | 690             | 82,4 %           |
| 2015 | 127.395        | 157,0                 | 18.079 (14,2 %) | 120             | 642             | 82,3 %           |
| 2016 | 140.033        | 170,4                 | 20.290 (14,5 %) | 145             | 805             | 82,6 %           |
| 2017 | 137.058        | 166,1                 | 20.550 (15,0 %) | 147             | 700             | 82,8 %           |
| 2018 | 136.727        | 165,1                 | 20.315 (14,9 %) | 139             | 638             | 82,5 %           |
| 2019 | 133.084        | 160,3                 | 19.233 (14,5 %) | 189             | 626             | 82,9 %           |
| 2020 | 130.453        | 156,9                 | 21.339 (16,4 %) | 188             | 674             | 83,7 %           |
| 2021 | 122.341        | 147,1                 | 20.050 (16,4 %) | 215             | 720             | 83,9 %           |